# Rafael Schmitz
Rafael Schmitz (* 17. Dezember 1980 in Blumenau) ist ein ehemaliger brasilianischer Fußballspieler mit deutscher Abstammung.

## Karriere
2001 kam Schmitz zum französischen Klub OSC Lille. Mit den Dogues spielte er bis 2003 in der Ligue 1, ehe ihn der Klub für ein halbes Jahr an Krylja Sowetow Samara auslieh. In Russland machte er jedoch nur neun Partien und kehrte nach Ablauf des Leihgeschäftes nach Lille zurück. Mit seinem Verein erreichte er die Champions League 2005/06, schied mit seinen Kollegen jedoch in der Gruppenphase aus. Im Jahr darauf konnte man erneut die Königsklasse erreichen, doch auch hier war in der ersten Runde Schluss.
Zur Saison 2007/2008 verlieh Lille den 1,82 m großen Brasilianer erneut, diesmal an den Aufsteiger Birmingham City. Nach dem Abstieg der „Blues“ kehrte Schmitz nach Frankreich zurück und unterschrieb dort am 23. Juli 2008 einen Dreijahresvertrag beim FC Valenciennes. Anfang 2012 wechselte Schmitz zu Athletico Paranaense und wurde Mitte 2012 an ABC Natal verliehen. Nach zwei Monaten kehrte er zu Paranaense zurück und beendete dort Mitte 2013 ohne weitere Einsätze seine Karriere.